# Nemicamatissima (album)
Nemicamatissima è un raccolta della cantante italiana Lorella Cuccarini, pubblicato nel 2017 dall'etichetta Warner Music.

## Descrizione
Il titolo del disco è lo stesso della trasmissione televisiva Nemicamatissima, andata in onda nel dicembre 2016 su Rai 1. L'album contiene la sigla originale del programma, Tanto tempo ancora, interpretata insieme ad Heather Parisi e pubblicata come singolo il 2 dicembre 2016, tre brani inediti, un brano live e alcuni brani celebri dell'artista riarrangiati per l'occasione.

## Tracce
1. Tanto tempo ancora (con Heather Parisi) – 3:39
2. Liberi liberi – 2:49
3. Un'onda d'amore – 3:37
4. Il mio viaggio – 1:57
5. La notte vola – 3:12
6. Sugar sugar – 2:33
7. Voci – 3:19
8. Cento – 2:58
9. Medley Sigle – 5:33
10. Cuccarello – 2:56